# Jacek Gdański
Jacek Gdański (* 30. November 1970 in Szczecinek) ist ein polnischer Schachgroßmeister.

## Leben
Gdański war in der zweiten Hälfte der 1980er Jahre der dominierende polnische Jugendspieler. Im Jahre 1986 wurde er polnischer Jugendmeister U20 und gewann auf der Jugendeuropameisterschaft Bronze. Bei der Jugendweltmeisterschaft U20 im Jahr 1989 verspielte er durch eine Niederlage in der Schlussrunde eine lang anhaltende Führung und wurde Vizeweltmeister hinter Wassil Spassow. Gdańskis Erfolge als Jugendlicher lösten in Polen einen Schach-Boom aus: Viele Eltern meldeten ihre Kinder daraufhin in Schachklubs an. Von 1990 bis 2004 nahm er an dreizehn polnischen Meisterschaften teil, wobei er 1992 Landesmeister und 1997 nach Stichkämpfen um den ersten Platz Dritter wurde. 1997 verlieh ihm die FIDE den Großmeistertitel. Zu seinen bedeutendsten Erfolgen in internationalen Turnieren zählen Siege in Koszalin 1997, Helsinki 1999 und Rio de Janeiro 1999. Im Jahre 2001 nahm er an der KO-Weltmeisterschaft der FIDE in Moskau teil, schied allerdings in der ersten Runde gegen Wadim Swjaginzew aus. 
Gdański, ausgebildeter Skandinavist, ist kein professioneller Schachspieler. Er ist im polnischen Finanzministerium beschäftigt.
Sein älterer Bruder Przemysław Gdański ist FIDE-Meister und war von 2003 bis 2004 Präsident des polnischen Schachverbandes.

## Mannschaftsschach
Gdański nahm mit der polnischen Nationalmannschaft an den Schacholympiaden 1990, 1992 und 1994 und den Mannschaftseuropameisterschaften 1989, 1992 und 2013 (in der dritten Mannschaft) teil.
In der polnischen Mannschaftsmeisterschaft spielte Gdański von 1989 bis 1991 bei KS Piast Słupsk, mit dem er 1992 am European Club Cup teilnahm, von 1992 bis 1997 und von 2000 bis 2004 für KSz Polonia Warszawa, mit dem er 1996, 2000, 2001, 2002, 2003 und 2004 polnischer Mannschaftsmeister wurde und viermal am European Club Cup teilnahm (wobei dreimal der zweite Platz erreicht wurde), von 2006 bis 2013 für KSz HetMaN Szopienice, mit dem er 2007, 2008, 2010 und 2013 polnischer Mannschaftsmeister wurde, und 2020 für WASKO HETMAN Katowice.
In der deutschen Schachbundesliga spielte er von 1999 bis 2004 für König Plauen, in Schweden spielt er seit 2002 für den Eksjö SK, der seitdem (außer in der Saison 2002/03 und von 2007 bis 2009) in der Elitserien spielt.